# I Can't Tell You Why
I Can't Tell You Why è un singolo del gruppo musicale statunitense Eagles, pubblicato nel 1980.

## Tracce
1. I Can't Tell You Why – 4:30 (Henley, Frey, Schmit)
2. The Greeks Don't Want No Freaks – 2:20 (Henley, Frey)

## Formazione
- Glenn Frey - voce, chitarra acustica
- Joe Walsh - organo Hammond, Fender Rhodes electric piano (Walsh ha suonato tutte le parti per tastiera in studio di registrazione), cori
- Timothy B. Schmit - basso, cori, voce
- Don Henley - batteria, percussioni, cori
- Don Felder - chitarra elettrica, cori

## Classifiche
| Classifica                       | Posizione migliore |
| -------------------------------- | ------------------ |
| Billboard Canadian Singles Chart | 5                  |
| Canadian Adult Contemporary      | 2                  |
| RIANZ                            | 11                 |
| MegaCharts                       | 49                 |
| Billboard Hot 100                | 8                  |
| Adult Contemporary               | 3                  |